# 月餅券
月餅券（げっぺいけん、中国語: 月饼票）は、月餅と交換することのできる商品券の一種。月餅を製造、販売する各店舗がそれぞれで発行している。

## 概要
中華人民共和国では、中秋節に月を愛でながら月餅を食べる習慣がある。近年は月を愛でるよりも月餅を食するほうが主になっており、自分で食べるだけではなく、親しい人に月餅を送ったり、関係を構築したい人に月餅を贈答することも多くなっている。中秋節の1か月前ぐらいからデパートやスーパーでは月餅を販売する特設会場が設けられ、販売合戦が繰り広げられる。
そういった中で、登場したのが月餅と引き換えることができる月餅券である。事前に贈答用に大量の月餅を購入する必要がなくなるだけでなく、受け取ったほうも自分好みの月餅を選択して引き換えることが可能になった。
月餅の老舗店舗が発行するほか、ハーゲンダッツやスターバックスなどのいわば「月餅新規参入業者」も月餅券の発行を行っている。

## 月餅券取引
上述のように贈答の利便性から生まれた月餅券であったが、本来意図されたものとは異なる形で利用が拡大している。
それは、商品である月餅の受け取りを伴わない「月餅券取引」であり、具体的には以下のような構造となっている。
1. 月餅生産者が100元分の「月餅券」を小売業者に65元で売却する。
2. 小売業者は80元で消費者Aに「月餅券」を売却する。
3. 消費者Aは消費者Bに「月餅券」を贈る。
4. 消費者Bは受け取った「月餅券」を月餅に換えることなく、ダフ屋[注釈 1]に40元で売却する。
5. ダフ屋は月餅生産者に「月餅券」を50元で売却する。

この場合、最終的な収支は以下のようになる。
- 生産者 … +15元
- 小売業者 … +15元
- 消費者A  … -80元
- 消費者B  … +40元
- ダフ屋  … +10元

金銭的な受け渡しのみを考慮すると消費者Aだけがマイナスになるが、消費者Aは「月餅券」を贈ることによって消費者Bとの関係を良好にすることが目的であり、いわばプライスレスである。つまり、「月餅券取引」においては、すべての関係者がWin-Winとなっている。

### 広まった背景
「月餅券取引」が広まった背景として次の2点挙げられる。
- 月餅は基本的に中秋節限定の菓子であるため、期間中に売り切らなかった場合は、生産者は過剰在庫を抱えることになる。「月餅券取引」では月餅の実物の受け取りを伴わないため、生産者は過剰在庫を抱えるリスクを軽減することができる。
- 食べきれないほどの「月餅券」を贈られた消費者にとっては、「月餅券取引」による現金化は魅力的である。

## 規制
2012年に制定された八項規定によって、中秋節や国慶節における公費を使っての月餅や月餅券の購入および贈答を禁じるの通知が出されたことで、2013年の中秋節では、公的機関などからの月餅券の大口購入者が減り、それを受け取る消費者が手にする月餅券、さらにはダフ屋へと売却される月餅券が相対的に少なくなったことで、月餅券取引も低迷することになった。